# Francisco Las Heras Risso
Francisco José Las Heras Risso (Santiago del Cile, 21 agosto 1949) è un ex calciatore cileno, di ruolo centrocampista.

## Carriera

### Club
Ha giocato nella massima serie cilena e messicana.

### Nazionale
Con la nazionale cilena ha giocato 4 partite prendendo parte alla Copa América 1975.

## Palmarès

### Club

#### Competizioni nazionali
- Campionato cileno: 2

Universidad de Chile: 1967, 1969